# Chambre 12
Albums de Louane
Louane
(2017)
Singles
1. Jour 1
Sortie : 24 mars 2014
2. Avenir
Sortie : 1er décembre 2014
3. Jeune (J'ai envie)
Sortie : 20 juillet 2015
4. Nos secrets
Sortie : 7 septembre 2015
5. Maman
Sortie : 30 novembre 2015
6. Tourne
Sortie : 7 mars 2016

Chambre 12 est le premier album de la chanteuse Louane, sorti le 2 mars 2015. 
Il se classe numéro un des ventes d'albums en France dès sa sortie, avec 60 370 exemplaires vendus en une semaine. Certifié double disque de diamant, il s'est depuis écoulé à 1 200 000 exemplaires.

## Liste des pistes
| Chambre 12 | Chambre 12                 | Chambre 12                                                                                           | Chambre 12                            | Chambre 12 | Chambre 12 | Chambre 12 | Chambre 12 | Chambre 12 | Chambre 12 |
| No         | Titre                      | Auteur                                                                                               | Producteur(s)                         | Durée      |            |            |            |            |            |
| ---------- | -------------------------- | --- | ------------------------------------- | ---------- | ---------- | ---------- | ---------- | ---------- | ---------- |
| 1.         | Jour 1                     | Patxi Garat                                                                                          | Dan Black                             | 3:37       |            |            |            |            |            |
| 2.         | Avenir (version radio)     | Louane Emera, Quentin Capron                                                                         | Dan Black                             | 3:05       |            |            |            |            |            |
| 3.         | Maman (album version)      | Yohann Malory, Tristan Salvati                                                                       | Dan Black                             | 2:42       |            |            |            |            |            |
| 4.         | Jeune (album version)      | Dan Black, Patxi Garat                                                                               | Dan Black                             | 3:35       |            |            |            |            |            |
| 5.         | Tourne (album version)     | Patxi Garat                                                                                          |                                       | 3:43       |            |            |            |            |            |
| 6.         | Chambre 12 (album version) | Yohann Malory, Tristan Salvati                                                                       | Dan Black                             | 4:04       |            |            |            |            |            |
| 7.         | Tranquille                 | Antoine Chance, Fred Perrot                                                                          | Dan Black                             | 3:51       |            |            |            |            |            |
| 8.         | Alien                      | David Gategno, Amaury Salmon                                                                         | Dan Black                             | 3:40       |            |            |            |            |            |
| 9.         | Nous                       | Dan Black, Joe Hirst, Daniel Baker, Pauline Lopez de Ayora, Florent Biolchini                        | Dan Black                             | 3:49       |            |            |            |            |            |
| 10.        | Du courage                 | Patxi Garat                                                                                          | Dan Black                             | 3:09       |            |            |            |            |            |
| 11.        | La Fuite                   | Patxi Garat                                                                                          | Dan Black                             | 3:10       |            |            |            |            |            |
|            | Titres bonus               | |                                       |            |            |            |            |            |            |
| 12.        | Je vole                    | Pierre Billon, Michel Sardou, Marie Jeanne Serero, Philip J Glenister, Victoria Bedos, Éric Lartigau | Dan Black                             | 3:36       |            |            |            |            |            |
| 13.        | La Mère à Titi             | Renaud Séchan, Franck Langolff                                                                       | Dominique Blanc-Francard, Alain Lanty | 4:12       |            |            |            |            |            |
| 14.        | Avenir (version originale) | |                                       | 3:16       |            |            |            |            |            |
| 15.        | Jeune (Radio Edit)         | |                                       | 3:04       |            |            |            |            |            |
| 16.        | Chambre 12 (Radio Edit)    | |                                       | 3:19       |            |            |            |            |            |
| 17.        | Tourne (Radio Edit)        | |                                       | 3:36       |            |            |            |            |            |
| 18.        | Maman (Radio Edit)         | |                                       | 2:52       |            |            |            |            |            |
| 53:00      |                            | |                                       |            |            |            |            |            |            |

L'album est réédité en novembre 2015, avec une tracklist modifiée et l'ajout de 4 titres : Jour 1, Avenir, Maman, Nos secrets (Gaëtan Roussel, Oliver Som), Jeune, Tourne, Chambre 12, Tranquille, Incontrôlable (Yohann Malory, Tristan Salvati), Alien, Nous, Notre amour boit la tasse (Raphaël Haroche), Du courage, La Fuite, Rester seule (Patxi Garat). Titres bonus : La Mère à Titi, Avenir (version originale), Je vole, Jeune.

## Classements et certifications
| Classement (2015-17)         | Meilleure position |
| ---------------------------- | ------------------ |
| Allemagne (Media Control AG) | 22                 |
| Belgique (Flandre Ultratop)  | 92                 |
| Belgique (Wallonie Ultratop) | 1                  |
| France (SNEP)                | 1                  |
| Suisse (Schweizer Hitparade) | 6                  |
| Suisse (Charts Romandie)     | 1                  |

| Classement (2015)            | Position |
| ---------------------------- | -------- |
| Belgique (Wallonie Ultratop) | 2        |
| France (SNEP)                | 1        |
| Suisse (Schweizer Hitparade) | 11       |

| Classement (2016)            | Position |
| ---------------------------- | -------- |
| Belgique (Wallonie Ultratop) | 10       |
| France (SNEP)                | 16       |
| Suisse (Schweizer Hitparade) | 33       |

| Classement (2017)            | Position |
| ---------------------------- | -------- |
| Belgique (Wallonie Ultratop) | 100      |

### Certifications et ventes
Déjà certifié disque d'or dès la première semaine, il comptabilise plus de 200 000 exemplaires vendus fin avril 2015. Fin juillet, Chambre 12 s'est écoulé à 400 000 exemplaires. À la fin de l'année 2015, l'album est l'album le plus vendu de l'année en France avec 809 869 exemplaires, dont 773 512 en ventes physiques et 36 357 en ventes numériques. Il est certifié album de diamant.

Le 19 mai 2016, la maison de disque annonce que l'album a dépassé le million de ventes. Il est certifié dès lors double disque de diamant.
| Région                                                                                                 | Certification | Ventes/Streams |
| --- | ------------- | -------------- |
| Belgique (BEA)                                                                                         | Platine       | 20 000         |
| France (SNEP)                                                                                          | 2 × Diamant   | 1 000 000*     |
| Suisse (IFPI Suisse)                                                                                   | Or            | 7 500          |
| *Ventes selon la certification ^Mise en rayon selon la certification xNon précisé par la certification |               |                |